# هوندا سي آر إف 150 آر
هوندا سي آر إف 150 آر(بالإنجليزية: Honda CRF150R)‏ هي دراجة نارية من تصنيع هوندا.